# 四邑香港人
香港四邑人，是香港人口第二大的漢族民系，源自廣東五邑地區，即今江門市（台山、開平、新會、恩平、鶴山）。四邑人在香港的娛樂業、商業、政治等領域頗具影響力。在二十世紀六十年代，四邑系香港人佔香港總人口的30％左右。今天這個人口仍在增加，因為更多來自中國大陸（內地）廣東省四邑話地區的移民繼續移民到香港。

## 語言
四邑人的母語是粵語四邑方言，傳統上以新會話為四邑片之代表。香港開埠後，移居至香港的四邑人逐漸轉用接近廣州話的香港粵語，同時不少人亦兼用英語。

## 文化及商業
今天，許多祖籍四邑的香港人在娛樂業，商業和政治等領域取得了成功。四邑系香港人包括劉德華，黃貫中，陳百強，關智斌，容祖兒，雷莊𠒇，鍾狄珊，陳啟泰，曾俊華和李國能。此外，“香港電影之父”黎文偉也是四邑人，因此，四邑人在香港娛樂業佔據主導地位，並在音樂和電影領域扮演最重要的角色。在許多香港電影中，可以聽到台山話。
除了主導娛樂業外，四邑人（ 有時稱為五邑人）在香港的商業行業中佔據主導地位並具有影響力，例如東亞銀行，李錦記，恆隆地產，美心，希慎發展有限公司，利豐等等。
在香港的較為出名四邑或五邑人有：演藝界：劉德華、Beyond（樂團）、陳百強、盧國沾、梁朝偉、譚詠麟、 鐘鎮濤 、容祖兒、胡杏兒、胡定欣、甄子丹、麥嘉、關智斌、曹達華、陳啟泰、譚玉瑛、甄淑詩、林建明、葉子楣、雷莊𠒇、趙學而、唐季禮、趙希洛、王宗堯、 黃凱芹、麥貝夷、譚凱琪、少爺占
商業界：利國偉、陳國強、李錦裳、李文達、利孝和、吕志和、伍沾德、伍淑清、司徒玉蓮、伍華、黃炳耀
宗教界：馮公夏、麥玲玲
體育界：尹志強、雷禮義、伍鵬志、劉健基
法律界：李國能、馬道立、余叔韶
政治界：曾俊華、刘梦熊、司徒華、 聶德權、關祖堯、甘乃威、黃英豪、黃頴灝、吳文遠、岑子杰、趙家賢、李鎮強、李怡、劉健儀、梁錦祥、甄燊港、林匡正、馬健賢、張文光、周澄等等。
四邑漢族人在娛樂影視業中佔據主導地位，並在音樂和電影領域發揮最重要的作用。在許多電影中，可以聽到粵語四邑方言，特別是在麥嘉執導的許多電影。
由於江門地區（台山，開平，恩平，新會，鶴山）出了很多影視明星，因此，江門市地政府決定興建 名為江門星光園的公園。

## 人口現狀
正如許多香港四邑人是第二代，第三代或第四代香港人，他們會說廣府話作為他們的通常語言，有些人可能因此不知道他們的祖先血統，而且不少在香港長大的年輕一輩對祖籍觀念也相當淡薄；加上現時人口普查也不需要填寫籍貫，所以，確切人口難以掌握. 不過，根據20世紀60年代（1960年代）的香港人口普查，估計超過30％-40％的香港人祖籍廣東四邑。